# رونالد هاويس
رونالد هاويس (بالإنجليزية: Ronald Howes)‏ هو مهندس ومخترِع أمريكي، ولد في 22 مايو 1926، وتوفي في 16 فبراير 2010.